# Composition des équipes féminines de handball aux Jeux olympiques d'été de 2024
Pour des articles plus généraux, voir Tournoi féminin de handball aux Jeux olympiques d'été de 2024 et Handball aux Jeux olympiques d'été de 2024.
Cet article liste la composition des équipes féminines de handball aux Jeux olympiques d'été de 2024, organisés au Paris du 25 juillet au 10 août 2024.
Chaque équipe comporte 15 joueuses dont 14 sont alignées sur la feuille de match à chaque rencontre. De plus, plusieurs remplacements par équipe peuvent être fait au cours de la compétition.

## Modalités
Chaque équipe est composée de 14 joueuses. Pendant la compétition, toutes les équipes sont autorisées à :
- remplacer une joueuse par toute autre joueuse de la longue liste et de la liste des inscriptions provisoires de l'IHF (« liste des 35 ») jusqu'aux quarts de finale ;
- remplacer une fois la gardienne de but par une autre gardienne de but de la longue liste et de la liste des inscriptions provisoires de l'IHF (« liste des 35 ») jusqu'à la finale ;
- remplacer une joueuse par une athlète remplaçante (accrédité « Ap ») jusqu'à la finale.

Dans tous les cas, la joueuse remplacée ne peut pas revenir dans la liste de l'équipe. Le remplacement d'une joueuse doit être annoncé un jour avant le match concerné.

## Équipes
Remarque : le club indiqué est celui pour la saison 2024-2025.

### Angola
Remarque : Azenaide Carlos est porte-drapeau de sa délégation lors de ces Jeux olympiques.

### Hongrie
Remarque : Blanka Böde-Bíró est porte-drapeau de sa délégation lors de ces Jeux olympiques.

### Norvège
Remarque : Katrine Lunde est porte-drapeau de sa délégation lors de ces Jeux olympiques.

### Pays-Bas
Remarque : Lois Abbingh est porte-drapeau de sa délégation lors de ces Jeux olympiques.

### Slovénie
Remarque : Ana Gros est porte-drapeau de sa délégation lors de ces Jeux olympiques.

## Remplacements de joueuses
Les remplacements suivants ont été réalisés au cours de la compétition :
| Date       | Équipe   | Joueuse entrante                   | Joueuse sortante                   |
| ---------- | -------- | ---------------------------------- | ---------------------------------- |
| 27 juillet | Suède    | Olivia Löfqvist (en) (no 49)       | Sofia Hvenfelt (no 35)             |
| 29 juillet | France   | Grâce Zaadi (no 10)                | Méline Nocandy (no 2)              |
| 29 juillet | France   | Cléopâtre Darleux (no 16)          | Hatadou Sako (no 99)               |
| 29 juillet | Norvège  | Henny Reistad (no 25)              | Thale Rushfeldt Deila (en) (no 33) |
| 29 juillet | Brésil   | Samara Vieira (no 22)              | Giulia Guarieiro (no 23)           |
| 29 juillet | Espagne  | Alicia Fernández (no 34)           | Maitane Etxeberria (no 15)         |
| 31 juillet | France   | Oriane Ondono (no 29)              | Sarah Bouktit (no 32)              |
| 31 juillet | Hongrie  | Noémi Pásztor (no 32)              | Réka Bordás (no 58)                |
| 31 juillet | Norvège  | Thale Rushfeldt Deila (en) (no 33) | Nora Mørk (no 9)                   |
| 31 juillet | Brésil   | Ana Cláudia Bolzan (no 14)         | Larissa Araujo (no 20)             |
| 2 août     | France   | Hatadou Sako (no 99)               | Cléopâtre Darleux (no 16)          |
| 2 août     | France   | Méline Nocandy (no 2)              | Grâce Zaadi (no 10)                |
| 2 août     | Hongrie  | Zsófi Szemerey (no 31)             | Kinga Janurik (no 61)              |
| 2 août     | Hongrie  | Gréta Kácsor (no 44)               | Kinga Debreczeni-Klivinyi (no 15)  |
| 2 août     | Norvège  | Nora Mørk (no 9)                   | Thale Rushfeldt Deila (en) (no 33) |
| 2 août     | Slovénie | Ema Hrvatin (no 35)                | Tamara Mavsar (no 14)              |
| 3 août     | France   | Grâce Zaadi (no 10)                | Léna Grandveau (no 34)             |
| 5 août     | Danemark | Michala Møller (no 43)             | Louise Burgaard (no 27)            |
| 5 août     | Norvège  | Thale Rushfeldt Deila (en) (no 33) | Vilde Ingstad (no 15)              |
| 5 août     | Hongrie  | Kinga Debreczeni-Klivinyi (no 15)  | Gréta Kácsor (no 44)               |
| 5 août     | Hongrie  | Kinga Janurik (no 61)              | Zsófi Szemerey (no 31)             |
| 5 août     | Brésil   | Giulia Guarieiro (no 23)           | Mariane Fernándes (no 6)           |
| 7 août     | France   | Sarah Bouktit (no 32)              | Oriane Ondono (no 29)              |
| 7 août     | France   | Léna Grandveau (no 34)             | Grâce Zaadi (no 10)                |